# Ånholmen (vid Rosala, Kimitoön)
Ånholmen är en ö i Norra fjärden i byn Rosala i Hitis i kommunen Kimitoön i landskapet Egentliga Finland. Ön ligger 200 meter norr om udden Nötholmen på nordvästra Rosalalandet. Ånholmens area är 2,3 hektar och dess största längd är 310 meter i sydväst-nordöstlig riktning.

## Etymologi
Förledet i Ånholm kommer från fornsvenskans 'arn' för örn. I dialekt har a-ljudet förlängts och övergått till å. Öar med namnen Ånholm eller Ånholmen förekommer i Finland i Brändö och Kumlinge på Åland, i Åbolands skärgård och i Borgå.